# Rybniště
Rybniště – miejscowość i gmina (obec) w Czechach, w kraju usteckim, w powiecie Děčín. W 2022 roku liczyła 663 mieszkańców.